# Latinská rčení, C
V tomto článku jsou uvedena některá známá latinská rčení, začínající písmenem C.
Latina měla na evropskou kulturu hluboký a dlouho trvající vliv. Od římské antiky přes křesťanství a humanismus až do 18. století byla její znalost u vzdělaných lidí samozřejmostí. V některých oborech se s latinskými názvy stále pracuje, užívají se různé obraty a ve starší literatuře se najde množství latinských citátů. Protože latinských obratů, rčení a přísloví je mnoho, je seznam vybraných seřazen podle abecedy a rozdělen podle počátečních písmen do samostatných článků.

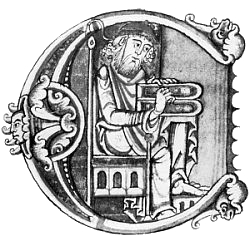
Iniciála C (Boethius)

A
B
C
D
E
F
G
H
I
L
M
N
O
P
Q
R
S
T
U
V

## Ca
- Cacoëthes carpendi  – „posedlost sbíráním“
- Cacoëthes regnandi – „posedlost vládnout“
- Cacoëthes scribendi  – „posedlost psaním“, grafomanie (Juvenalis, Satirae 7)
- Caeca invidia est  – „závist je slepá“
- Caeci sunt oculi, cum animus alias res agit  – „oči nevidí, když se duše zabývá něčím jiným“ (Publius Syrus)
- Caecior Tiresia  – „víc slepý než (Homérův) Teiresias“
- Caelestem ergo admirabilem ordinem incredibilemque constantiam, ex qua conservatio et salus omnium omnis oritur, qui vacare mente putat is ipse mentis expers habendus est – „Kdo by tedy úžasný řád nebes a jeho neuvěřitelnou stálost, na níž závisí zachování a záchrana všech, považoval za bezduchý, toho pokládáme za bezduchého“ (Cicero, De natura deorum 3)
- Caelo tegitur, qui non habet urnam  – „Kdo nemá urnu, toho přikryje nebe“
- Caelum, non animum mutant, qui trans mare currunt  – „Těm, kdo jezdí za moře, se mění obloha, ne duše“ (Horatius, Dopisy 1.11.27)
- Caesar ad Rubiconem  – „César na Rubikonu“, tj. v rozpacích, zda má či nemá pokračovat
- Caesar non supra grammaticos  – „císař nemůže poroučet gramatikům (učencům)“; o císaři, který se spletl v gramatice a chtěl, aby se podle toho upravila
- Caesarem vehis eiusque fortunam  – (Neboj se,) „vezeš císaře s jeho Štěstěnou“; César podle Plutarcha lodníkovi, který se v bouři bál vyplout
- Canes mordent ultimum  – „psi koušou toho posledního“
- Canes timidi vehementius latrant  – „bázliví psi víc štěkají“
- Canis a non canendo  – „pes (se nazývá canis), protože nezpívá (canó)“
- Capiat qui capere possit  – „ber (chop se toho), kdo můžeš“
- Captatio benevolentiae  – řečnická lichotka posluchačům
- Caput mundi  – „hlava světa“, o městě Římu
- Caput Nili quaerere  – „hledat pramen Nilu“, pustit se do nemožného úkolu
- Caret periclo, qui etiam cum est tutus, cavet  – „Nebezpečí se vyhne, kdo bdí, i když bezpečný je“ (Publius Syrus)
- Carpe diem – „využij (chop se tohoto) dne“, nevěř zítřejšímu (Horatius, Ódy 1.11.8)
- Carpe ventum – „využij větru“
- Carpent tua poma nepotes  – „tvá jablka budou sbírat vnuci“
- Carum est, quod rarum est  – „drahé je to, co je vzácné“
- Casus belli  – to, kvůli čemu bude válka; dostatečný důvod pro válku
- Casus foederis  – situace, kdy se uplatní smluvní závazek pomoci spojenci
- Casus magister alius et paene numerosior  – „náhoda je jiný a skoro častější učitel“ (Plinius starší)
- Casus obliquus  – „šikmý pád“, neobvyklé použití gramatického pádu; protiklad: casus rectus
- Causa criminalis non praeiudicat civili  – trestní rozsudek (např. za krádež) neurčuje výsledek občanského sporu (např. o náhradu škody)
- Causa finita  – „případ je uzavřen“; Roma locuta, causa finita – „Řím promluvil a věc je (tím) uzavřena“ (Augustinus)
- Cave canem  – „pozor na psa“, nápis na mozaice v Pompejích
- Caveat emptor  – „ať se stará příjemce“, riziko nese kupující
- Caveat lector  – „čtenáři, dej si pozor“, autor neručí za správnost napsaného
- Caveat venditor  – „ať se stará prodejce“, riziko nese prodávající

## Ce
- Cedant arma togae  – „zbraně ať ustoupí soudcovskému rouchu“, mírovému jednání a rozsouzení
- Cedo maiori  – „ustupuji většímu (staršímu)“
- Cedo nulli  – „neustoupím nikomu“
- Centum sunt causae, cur ego semper amem  – „je sto důvodů, abych vždycky miloval“ (Ovidius, Ars amatoria)
- Cessante causa cessat effectus  – „když přestane působit příčina, přestává i účinek“
- Cessante iure cessat lex ipsa  – „když padne právo, padne i zákon“
- Cetera desunt  – „zbytek (např. textu) chybí“
- Ceteris paribus  – „jinak za stejných podmínek“
- Ceterum censeo (Carthaginem esse delendam) . „ostatně soudím, že Kartago má být zničeno“; podle Plutarcha končil Marcus Portius Cato každou řeč v senátu, ať byla o čemkoli, touto (obsedantní) myšlenkou

## Ch
- Character indelebilis  – „nesmazatelné znamení“, v katolické církvi účinek svěcení, který nelze zrušit
- Christianos ad leones  – „křesťany lvům“
- Christum diligere melius est omnibus scire  – „milovat Krista je lepší než všechno vědět“
- Christus mihi vita, mors lucrum  – „Kristus je pro mne život a smrt je tedy zisk“
- Christus vincit, Christus regnat  – „Kristus vítězí, Kristus vládne“

## Ci
- Circa (cca ) – „asi, kolem“, přibližně
- Circulus in demonstrando  – „kruh v důkazu“, důkaz kruhem, který už předpokládá, co by měl dokázat
- Circulus vitiosus  – „bludný, mylný kruh“
- Cistercium mater nostra  – „Citeaux je naší matkou“ (heslo Cisterciáckého řádu vyjadřující pevný vztah všech klášterů ke kolébce řádu prostřednictvím filiačních vazeb)
- Citius, altius, fortius  – „Rychleji, výš, silněji“, heslo moderních Olympijských her
- Cito! – „rychle“, expresní zásilka
- Cito arescit lacrima, praesertim in alienis malis – „slzy rychle uschnou, zvlášť nad cizím neštěstím“
- Cito maturum, cito putridum  – „rychle uzrálo, rychle se zkazí“
- Civilitas successit barbarum  – „občanství nahradilo barbarství“, heslo státu Minnesota
- Civis romanus sum – „Jsem římský občan“ (obhajoba apoštola Pavla, Sk 22)
- Civitas sibi faciat civem  – „stát si dělá občana“, rozhoduje, kdo je občanem

## Cl
- Clarior ex tenebris  – „jasněji z temnot“, šlechtické heslo
- Claude os, aperi oculos  – „zavři ústa a otevři oči“
- Clausula rebus sic stantibus  – „za předpokladu, že věci zůstanou jak jsou“
- Clausulae insolitae inducunt suspicionem  – „nezvyklé podmínky budí podezření“
- Claves Sancti Petri  – „klíče svatého Petra“ (Mt 16,18), symbol papežské pravomoci
- Clavis regni  – „klíč království“, vstup do (nebeského) království
- Clericus clericum non decimat – „klerik od klerika nevyžaduje desátek (daň)“
- Clara pacta – boni amici – „Jasné smlouvy – dobří přátelé“, jasně sepsané smlouvy dělají dobré přátele

## Co
- Cogitationis poenam nemo patitur  – „za myšlenky se nikdo netrestá“
- Cogito ergo sum  – „myslím, tedy jsem“ (Descartes)
- Coincidentia oppositorum – „protiklady spadají v jedno“, kryjí se (Mikuláš Kusánský)
- Compos mentis  – „při plném vědomí“, při zdravém rozumu
- Conceptus pro iam nato habetur  – „počatý (plod) se pokládá za již narozeného“
- Concordia cum veritate  – „souhlas, svornost s pravdou“
- Concordia domi, foris pax – „v domě soulad, navenek mír“
- Concordia res parvae crescunt – „svorností i malé věci rostou“ (heslo města Emden)
- Condicio illicita habetur pro non adiecta  – „nedovolená podmínka jako kdyby nebyla“
- Conditio sine qua non , „podmínka, bez níž ne(platí)“, podmínka nutná
- Confer (cf.) – „srovnej (srv.)“
- Confessio est non probatio  – „přiznání není důkaz“
- Confiteor Deo omnipotenti – „Vyznávám se Bohu všemohoucímu...“, začátek liturgického vyznání viny
- Confiteor, laudant illa, sed ista legunt  – „uznávám, že ono (tebe) chválí, toto (mne) ale čtou“ (Martialis proti Horatiovi)
- Confoederatio Helvetica (C.H.) – „Švýcarská konfederace“, oficiální název Švýcarska
- Confusio linguarum  – „zmatení jazyků“
- Confusione extinguitur obligatio  – „spojením se ruší závazky“ (Digesta 34.3.21)
- Consecutio temporum  – „následnost časů“ v gramatice
- Consilio, non impetu  – „radou, ne násilím“
- Consilium abeundi  – „rada odejít“, opustit školu pro špatný prospěch
- Consuetudinis magna vis est  – „zvyk je veliká síla“
- Consuetudo (quasi) altera natura  – „zvyk je (jako) druhá přirozenost“ (Cicero)
- Consuetudo est optima legum interpres – „obyčej je nejlepší vykladač zákonů“
- Consummatum est – „dokonáno jest“ (Poslední Kristovo slovo na kříži, J 19,30)
- Contentus paucis lectoribus  – „spokojím se s málo čtenáři“ (Horatius)
- Contemptus saeculi  – „pohrdání tímto světem (tohoto světa)“
- Contra receptam opinionem  – „proti (obecně) přijatému mínění“
- Contra torrentem  – „proti proudu“
- Contra verbosos noli / contendere verbis  – „mnohomluvným lidem neodporuj slovy“ (Cato)
- Contra vim mortis non est medicamen in hortis  – „proti síle smrti nepomohou žádné byliny“
- Contra vim non valet ius  – „proti násilí se právo neprosadí“
- Contradictio in adjecto – „protiklad v přísudku, ve spojení“
- Contradictio per se  – „protimluv sám o sobě“
- Contraria contrariis curantur – „opak se léčí opakem“, zásada allopatické medicíny
- Contumax confitetur  – „kdo zmeškal (při), uznává (nárok protivníka)“
- Contumax non appellat  – „kdo zmeškal (při), nebude se odvolávat“
- Cooperatores veritatis  – „spolupracovníci pravdy“ (heslo papeže Benedikta XIV.)
- Cor cordium  – „srdce srdcí“ (náhrobní nápis básníka Shelleyho)
- Cor meum, beatum miraculum  – „mé srdce, blažený zázrak“ (z Vánočního oratoria J. S. Bacha)
- Cor plumbeum  – „srdce z olova“, bez citu
- Cor primum vivens et ultimum moriens  – „Srdce první ožívá a poslední umírá“
- Coram notario et testibus  – „před notářem a svědky“
- Coram populo (coram publico)  – „před lidem (na veřejnosti)“
- Corpus Christi  – „tělo Kristovo“
- Corpus delicti  – „doličný předmět“, např. vražedná zbraň
- Corrige praeteritum, praesens rege, discerne futurum – „Napravuj minulost, vládni přítomnému, rozpoznej budoucí“ (na slunečních hodinách)
- Corruptio optimi pessima  – „když se zkazí to nejlepší, stane se z něho to nejhorší“; „nejhorší je, když se to nejlepší zkazí“
- Corruptissima re publica, plurimae leges  – „nejhorší stát má nejvíc zákonů“

## Cr
- Cras, cras, semper cras. At sic elabitur aetas. – „Zítra, zítra, vždycky zítra. Tak uplyne věčnost“; srv. české „Zítra, zítra, dnes jsem nemoh / říká každý hloupý lenoch“
- Cras legam – „zítra si (to) přečtu“; s těmito slovy prý César odložil varovný dopis před svým zavražděním.
- Creatio continua  – „stálé, trvající tvoření“ proti představě jednorázového stvoření
- Creatio ex nihilo – „stvoření z ničeho“
- Crede experto  – „věř zkušenému“
- Credite: mentiri non didicere ferae! – „Věřte, že zvířata se nenaučila lhát“ (Martialis)
- Credite posteri.  – „Věřte (mi), potomci!“
- Credo, quia absurdum.  – „Věřím, protože je to proti rozumu.“ (Tertullianus)
- Credo, ut intellegam. – „Věřím, abych porozuměl“
- Credula res amor est.  – „Láska je důvěřivá“ (Ovidius)
- Crescit amor nummi, quantum ipsa pecunia crescit.  – „Láska k penězům roste, jak jich přibývá“ ((Juvenalis)
- Crescit eundo – „Roste cestou“, za pochodu (Lucretius)
- Crescit sub pondere virtus  – „ctnost (statečnost) roste pod tlakem“
- Crescite et multiplicamini  – „Rosťte a množte se...“ (Bible, Gn 1,28)
- Crescunt anni, decrescunt vires. – „Přibývají léta, ubývá sil.“
- Creta notare  – „zapsat křídou“, schválit
- Cretenses semper mendaces... – „Kréťané vždycky lžou...“ (paradox lháře, citát z Bible, Tit 1,12)
- Crocodli lacrimae – „krokodýlí slzy“; podle Plinia krokodýl oplakává svoji oběť, předstírá lítost
- Crucifige!  – „Ukřižuj (ho)!“ tj. Ježíše z Nazaretu (Bible, Mk 15,14)
- Crux mihi ancora  – „kříž je moje kotva“, naděje

## Cu
- Cucullus non facit monachum  – „kutna nedělá mnicha“
- Cui bono? – „Komu (to) prospívá?“, důležitá otázka při vyšetřování: podezřelý je ten, komu čin přináší prospěch. Cui prodest scelus, is fecit (Seneca, Medea)
- Cui honorem, honorem  – „Komu čest, tomu čest“
- Cuius regio, eius religio – „Čí země/panství, toho náboženství“ (augsburský mír, 1555)
- Cuiusvis hominis est errare, nullius nisi insipientis perseverare in errore. – „Každý se může mýlit, ale jen hlupák v omylu zůstává.“ (Cicero, Filipiky 12,5)
- Culpa in contrahendo  – „Vina z (nedodržené) smlouvy“
- Culpa lata  – „hrubá chyba“, zavinění
- Culpa lata dolo comparabitur – „Hrubá nedbalost je srovnatelná se zlým úmyslem“
- Culpa levis  – „lehká chyba“
- Cum auxilio Divino. – „S Boží pomocí.“ Biskupské heslo Júlia Gábriše
- Cum caput aegrotat, corpus simul omne laborat. – „Když je hlava nemocná, trpí tím celé tělo“
- Cum grano salis  – „se zrnkem soli“, kriticky
- Cum hoc ergo propter hoc  – „spolu s tím, a tedy z té příčiny“, logická chyba, která ze souvislosti usuzuje na příčinu
- Cum ira et studio  – „s hněvem a usilovně“; opak: Sine ira et studio
- Cum laude  – „s pochvalou“, např. při promoci
- Cum tempore (c.t.)  – „s časem“ (prodlevou): přednáška „c.t.“ začíná o čtvrt hodiny později („akademická čtvrthodinka“)
- Cura in eligendo  – „péče při výběru“
- Cura posterior  – „pozdější (druhořadá) starost“
- Curriculum vitae (CV) – „běh (doslova: vozíček) života“